# NO,THANK YOU!!!
『NO,THANK YOU!!!』（ノーサンキュー）は、2013年6月28日に新設のボーイズラブゲームブランド・parade（パレード）より発売されたWindows専用18禁ボーイズラブゲーム。
初回限定特典として、スペシャルブックレットとオリジナルサウンドトラックが同梱。MangaGamerによって海外版が制作され、2015年2月27日に発売された。
アダルトBLアニメーションブランド・parAdl Ce（パラダイス）よりアニメ化の決定を発表した。

## システム
主人公のハル（名前変更不可）総攻め。
体毛描写は「すべて有り」・「陰毛のみ有り」・「すべて無し」の3タイプからON/OFF機能も付いている。

## あらすじ
ある日、主人公は車に轢かれそうになっていた浩一をかばい事故にあい記憶を失う。医者によるとどうやら事故のショックによる一時的なものであるらしいが、自分の名前も住んでいた場所も思い出せないため、責任を感じた浩一が彼の面倒を見ることにした。連れていかれたのは浩一の経営するジャズバー「sótano」。そこのスタッフである博之、琉、マキに「ハル」と名付けられ、そこで働くことになる。しかし「sótano」というジャズバーは表の顔。実際は警察や正規の探偵社に持ち込めない仕事を扱う浩一の興信所、いわゆる探偵事務所を手伝う何でも屋であった。最初はバーテンダー見習いとして働いていくハルだが、だんだんと裏稼業の手伝いもし、次第に店に深入りしていくこととなる。

## 登場人物

### メインキャラクター
ハル
声 - 古河徹人
年齢：22歳?、誕生日：不明、身長：175cm、血液型：B型
主人公。ある日、「sótano」のオーナーである乾浩一が車で轢かれそうになっているところを助け、代わりに事故にあい記憶を失っている。医者によれば事故のショックによる一時的なものだと言われている。
事故の影響か元来の性格であるのかはわからないが底抜けに明るく能天気。ハルという名は自分の名前を憶えていなかったハルのために「sótano」のスタッフがつけたもの。セックスへの意識が高くバイセクシャルであるため、セクハラ行為は日常茶飯事である。

秋山 博之（あきやま ひろゆき）
声 - うえむらかずや
年齢：22歳、誕生日：5月4日、身長：177cm、血液型：O型
「sótano」のバーテンダー。とても優しい性格で人当りがよく、面倒見も良いためハルに対しても最初から友好的であった。優しいだけでなく賢く、人の気持ちを汲み取ることができるので女性受けもいいが、恋愛には奥手のため交際経験はない。
直情系のため我を突き通そうとする面が見られたり、言い出したら止まらないという面が見られる。しかし基本は真面目な性格のため、周囲に振り回される苦労人である。「博之」という長い名前が覚えられないハルには「ひろし」と呼ばれている。

黒沢 琉（くろさわ りゅう）
声 - Lee
年齢：27歳、誕生日：6月23日、身長：181cm、血液型：B型
「sótano」のチーフバーテンダー兼ピアニスト。眼鏡をかけている為、ハルには当時「メガネ」と内心では呼ばれていた。何もかもを普通にこなしてしまう器用な人物であり、接客態度も良いため女性に評判のあるが、実は人付き合いが嫌いな少々神経質で潔癖症な人物。それに加え、怒りっぽくプライドも高く自己中心的。頭も良いため、自他共にバカであることを認めているデリカシーのないハルを露骨に嫌う。効率主義のため、何を言っても聞かないハルに対して諦めたり、興信所の仕事の際は冷たい人間と思われるような考え方をする。

マキ
声 - 松岡武丸
年齢：35歳？、誕生日：不明、身長：192cm、血液型：AB型
「sótano」のマスター兼シェフ。いつも無口且つ無表情でガタイもいいため、一見強面ではあるが、実際はマイペースで気の抜けている面倒くさがり。それ故かハルのセクハラ行為にもまったく動じない。動作もゆっくりしていたり、マスターでありながら店の雑務は琉に任せたりと自由人である。
外に出るときはサングラスをかけたり、容姿から言って外国人であることがうかがえる。本名や詳細は不明であるが、本編で東條龍也とは幼馴染であり、彼を「ハチ」と呼んでいることがわかっている。(何故東條を「ハチ」と呼ぶようになったかは本編でマキ本人の口から語られている。)ハルには「マキちゃん」と呼ばれている。

乾 浩一（いぬい こういち）
声 - 竜太丸
年齢：45歳、誕生日：1月16日、身長：186cm、血液型：A型
「sótano」のオーナーで、車に轢かれそうになっているところをハルに助けられた。「sótano」だけでなく、複数の飲食店を所有しており、また興信所も営んでいる。ハルには「おっさん」と呼ばれている。
気さくで面倒見が良いため、記憶喪失になったハルを自分と同じマンションに住まわせ、「sótano」で働かせるなどする。複数の飲食店のオーナーではあるがその生活はいたって質素。一見お酒好きな普通のおじさんに見えるが、実は妻と子供を失っており…。

### サブキャラクター
東條 龍也（とうじょう たつや）
声 - 越雪光
年齢：37歳、身長：188cm
いわゆるヤクザではあるが、昔ながらの任侠を大切にする筋の通った人物。
本編中でマキと幼馴染であることがわかっており、マキには「ハチ」と呼ばれている。ハルには（ハル自身の心の中だけで）「フェロモン兄貴」と名付けられており、理由は見ているとムラムラするからであると本編のハルの独白で語られている。

神崎 大和（かんざき やまと）
声 - 堀川忍
年齢：23歳、身長：182cm
東條を慕う舎弟。風貌はチンピラのようだが、意外にも冷静な面が見受けられる。しかし基本は短気であるようだ。

及川 和樹（おいかわ かずき）
声 - 倉島丈
年齢：32歳、身長：182cm
「sótano」常連の男性向け実話系ゴシップ誌の記者。「sótano」の裏稼業を知っているようで探りをいれ、浩一のストーカー化しているが「sótano」のスタッフにも浩一にもよくあしらわれている。ハルには「ブンブン」と呼ばれている。

望月 漣（もちづき れん）
声 - 河村眞人
年齢：21歳、身長：178cm
「sótano」のバーテンダー。以前怪我をしたことで、本編では途中から「sótano」に復帰する。気難しい性格で気が強く、よくハルに皮肉を言う。ハルには怪我をしていた当初は「包帯くん」と呼ばれていたが、怪我が治ってからは「レンレン」と呼ばれている。姉は望月香織。

望月 香織（もちづき かおり）
声 - 榛名れん
年齢：28歳、身長：161cm
漣の姉であり、人気のキャバ嬢。性格は明るく朗らかであるが芯はしっかりとしている。弟の漣とは仲が良く、漣も姉には頭が上がらないようである。

五十嵐 空人（いがらし そらと）
声 - 本田ひろまさ
年齢：22歳、身長：169cm
博之の元同級生で礼儀正しい青年。通っている進学校の中でも成績上位者である。兄である五十嵐陸人が失踪したため、その捜索を乾の興信所に依頼する。

五十嵐 陸人（いがらし りくと）
声 - 木下クワガタ丸
年齢：24歳、身長：174cm
空人の兄。元々引きこもりであったが、数か月前に就職するため家を出てから行方不明。

## 用語
sótano（ソターノ）

## スタッフ
- 企画・ディレクション - 雨宮充
- 原画 - 三兵志麻
- シナリオ - 雨宮充、卯月なしこ、昏式龍也、沢柾機、阿部沙耶佳、和泉万夜
- 背景 - studio-outline
- 音楽 - 上原一之龍
- 主題歌「NO,THANK YOU!!!」
  - 作詞・作曲 - milktub / 編曲 - 宮崎京一